# 1ª Divisão 1996-1997 (hockey su pista)
La 1ª Divisão 1996-1997 è stata la 57ª edizione del torneo di primo livello del campionato portoghese di hockey su pista. La competizione è iniziata il 3 novembre 1996 e si è conclusa il 29 giugno 1997. Il torneo è stato vinto dal Benfica per la diciannovesima volta nella sua storia.

## Stagione

### Formula
La 1ª Divisão 1996-1997 vide ai nastri di partenza dodici club; la manifestazione fu organizzata con un girone all'italiana, con gare di andata e ritorno per un totale di 22 giornate: erano assegnati tre punti per l'incontro vinto e due punti a testa per l'incontro pareggiato, mentre ne era attribuito uno solo per la sconfitta. Al termine della stagione regolare le prime quattro squadre classificate disputarono la poule per il titolo con la medesima formula della prima fase; la vincitrice venne proclamata campione del Portogallo. Le squadre classificate dal quinto all'ottavo posto posto disputarono invece la poule per la qualificazione alla coppa CERS e le squadre classificate dal nono al dodicesimo posto disputarono invece la poule salvezza dove le ultime tre classificate retrocedettero direttamente in 2ª Divisão, il secondo livello del campionato.

## Classifica stagione regolare
|  | Pos. | Squadra             | Pt | G  | V  | N | P  | GF  | GS  | DR  |
|  | ---- | ------------------- | -- | -- | -- | - | -- | --- | --- | --- |
|  | 1.   | Benfica             | 59 | 22 | 18 | 1 | 3  | 121 | 63  | +58 |
|  | 2.   | Porto               | 58 | 22 | 17 | 2 | 3  | 123 | 62  | +61 |
|  | 3.   | Oliveirense         | 54 | 22 | 13 | 6 | 3  | 95  | 68  | +27 |
|  | 4.   | Barcelos            | 53 | 22 | 13 | 5 | 4  | 115 | 77  | +38 |
|  | 5.   | Paço de Arcos       | 46 | 22 | 10 | 4 | 8  | 86  | 67  | +19 |
|  | 6.   | Vitória Barcelinhos | 43 | 22 | 8  | 5 | 9  | 83  | 91  | -8  |
|  | 7.   | Gulpilhares         | 42 | 22 | 9  | 2 | 11 | 73  | 107 | -34 |
|  | 8.   | Sporting Tomar      | 39 | 22 | 7  | 3 | 12 | 104 | 125 | -21 |
|  | 9.   | Seixal              | 37 | 22 | 4  | 7 | 11 | 62  | 84  | -22 |
|  | 10.  | Marinhense          | 35 | 22 | 5  | 3 | 14 | 78  | 122 | -44 |
|  | 11.  | Espinho             | 31 | 22 | 4  | 1 | 17 | 79  | 113 | -34 |
|  | 12.  | Sintra              | 31 | 22 | 3  | 3 | 16 | 62  | 102 | -40 |

Legenda:
  Partecipa alla poule titolo.
  Partecipa alla poule qualificazione alla coppa CERS.
  Partecipa alla poule retrocessione.
Note:
Tre punti a vittoria, due a pareggio, uno a sconfitta.

## Fase finale

### Classifica poule titolo
|  | Pos. | Squadra     | Pt | G | V | N | P | GF | GS | DR  |
|  | ---- | ----------- | -- | - | - | - | - | -- | -- | --- |
|  | 1.   | Benfica     | 44 | 6 | 3 | 2 | 1 | 19 | 12 | +7  |
|  | 2.   | Barcelos    | 40 | 6 | 3 | 1 | 2 | 28 | 19 | +9  |
|  | 3.   | Oliveirense | 38 | 6 | 2 | 1 | 3 | 20 | 20 | 0   |
|  | 4.   | Porto       | 37 | 6 | 1 | 2 | 3 | 15 | 31 | -16 |

Legenda:
  Vincitore della Coppa del Portogallo 1996-1997.
      Campione del Portogallo  e ammessa alla CERH Champions League 1997-1998.
      Eventuali altre squadre ammesse alla CERH Champions League 1997-1998.
Note:
Tre punti a vittoria, due a pareggio, uno a sconfitta.
Vengono conservati metà dei punti della stagione regolare arrotondati per eccesso.

### Classifica poule qualificazione alla coppa CERS
|  | Pos. | Squadra             | Pt | G | V | N | P | GF | GS | DR  |
|  | ---- | ------------------- | -- | - | - | - | - | -- | -- | --- |
|  | 1.   | Sporting Tomar      | 36 | 6 | 5 | 0 | 1 | 37 | 25 | +12 |
|  | 2.   | Gulpilhares         | 35 | 6 | 3 | 2 | 1 | 29 | 18 | +11 |
|  | 3.   | Paço de Arcos       | 32 | 6 | 1 | 1 | 4 | 23 | 32 | -9  |
|  | 4.   | Vitória Barcelinhos | 31 | 6 | 1 | 1 | 4 | 21 | 31 | -10 |

Legenda:
      Ammessa in Coppa CERS 1997-1998.
Note:
Tre punti a vittoria, due a pareggio, uno a sconfitta.
Vengono conservati metà dei punti della stagione regolare arrotondati per eccesso.

### Classifica poule salvezza
|  | Pos. | Squadra    | Pt | G | V | N | P | GF | GS | DR  |
|  | ---- | ---------- | -- | - | - | - | - | -- | -- | --- |
|  | 1.   | Seixal     | 34 | 6 | 4 | 1 | 1 | 26 | 19 | +7  |
|  | 2.   | Marinhense | 29 | 6 | 2 | 1 | 3 | 16 | 26 | -10 |
|  | 3.   | Espinho    | 26 | 6 | 2 | 1 | 3 | 23 | 17 | +6  |
|  | 4.   | Sintra     | 24 | 6 | 1 | 1 | 4 | 15 | 18 | -3  |

Legenda:
      Retrocesse in 2ª Divisão 1997-1998.
Note:
Tre punti a vittoria, due a pareggio, uno a sconfitta.
Vengono conservati metà dei punti della stagione regolare arrotondati per eccesso.